# ويلي سورينسن
ويلي سورينسن (بالدنماركية: Willy Sørensen)‏ هو مجدف دنماركي، ولد في 3 مارس 1904 في فريدريكسبرغ في الدنمارك، وتوفي في 9 يوليو 1981 في Rødovre ‏ في الدنمارك.

## وصلات خارجية
- ويلي سورينسن على موقع الاتحاد الدولي للتجديف (الإنجليزية)
- ويلي سورينسن على موقع أوليمبيديا (الإنجليزية)